# Renato Franceschelli
Renato Franceschelli (Napoli, 3 dicembre 1957) è un funzionario italiano, capo del Dipartimento dei vigili del fuoco, del soccorso pubblico e della difesa civile dal 13 novembre 2023.

## Biografia
Ha conseguito la laurea in Giurisprudenza con lode presso l'Università Federico II di Napoli.
Ha frequentato il corso post-laurea di formazione alle carriere diplomatiche e internazionali presso la Società italiana per le Organizzazioni Internazionali (S.I.O.I).
Ha conseguito l'abilitazione all'esercizio della professione forense.
Vincitore del concorso per la carriera prefettizia nel 1985, è assegnato alla Prefettura di Lucca dove rimane fino al 1996, per essere poi trasferito alla Prefettura di Pisa dove svolge le funzioni di Capo d Gabinetto fino al luglio 2000. Durante il periodo toscano ricopre diversi incarichi fra i quali quello di dirigente dell'Ufficio Elettorale Provinciale, di responsabile della Segreteria di Sicurezza della Prefettura e di responsabile del Centro operativo misto in occasione dell'alluvione della Versilia nel giugno 1996.
È stato, inoltre, Commissario Straordinario del Comune di Seravezza (LU) oltre che componente di commissioni di esame presso Enti Locali, componente e Presidente di Commissioni Circondariali elettorali nelle province di Lucca e Pisa.
Trasferito, successivamente, al Ministero dell'Interno, è assegnato alla Direzione Generale dei Servizi civili dove, dal luglio del 2000, si è occupato di tematiche relative all'immigrazione e all'asilo.
Promosso Viceprefetto con decorrenza 1/7/2001, è assegnato al neo costituito Dipartimento per le libertà civili e per l'immigrazione in qualità di dirigente dell'Ufficio relazioni esterne e internazionali.
Nell'ambito di questo incarico, partecipa direttamente all'attività comunitaria quale componente, in seno al Consiglio dell'Unione Europea, di diversi gruppi di lavoro. Durante la Presidenza italiana del Consiglio dell'Unione del 2003 ha presieduto il Gruppo migrazione e partecipato ai lavori del Gruppo asilo. È stato capo della delegazione italiana fino al 2011 in seno al Comitato Strategico Immigrazione, frontiere e asilo (SCIFA) del Consiglio.
Ha partecipato, inoltre, a Comitati e riunioni di esperti in sede di Commissione dell'Unione Europea e ha preso parte, quale rappresentate italiano, a diverse missioni nazionali ed europee in paesi terzi quale negoziatore di accordi e partenariati.
Nel settembre 2011 è nominato dirigente dell'Ufficio di Gabinetto del Capo del Dipartimento per le Libertà civili e per l'Immigrazione. 
Il 13 dicembre 2011 il Consiglio dei Ministri lo nomina Prefetto destinandolo alla sede di Siracusa. Qui svolge anche le funzioni di Commissario Straordinario della Presidenza del Consiglio per la ricostruzione della Cattedrale di Noto (Sr).
Dal 10 dicembre 2012 ricopre l'incarico di Direttore Centrale dei Servizi Tecnico Logistici e della Gestione Patrimoniale del Dipartimento della Pubblica Sicurezza.
Dal 13 febbraio 2017 è nominato Prefetto di Padova.
Dal 26 maggio 2021 è nominato Prefetto di Genova.
Dal 13 novembre 2023 è nominato Capo dipartimento dei Vigili del fuoco, del Soccorso pubblico e della Difesa civile.
Ha svolto molteplici incarichi di docenza presso enti di formazione e presso la Scuola di formazione del Ministero dell'Interno (SSAI) in corsi per funzionari dell'Amministrazione e anche in Master di livello Universitario presso varie Università.
Ha partecipato in qualità di relatore a numerosi Convegni e tavole rotonde sia in Italia che all'estero sui temi dell'integrazione europea nei settori dell'immigrazione e dell'asilo.